# 1FLTV
1 Fürstentum Liechtenstein Television, spesso abbreviato in 1FLTV, è un'emittente televisiva privata in lingua tedesca del Liechtenstein di proprietà del gruppo austriaco Media Holding.

## Storia
Ha iniziato l'attività il 15 agosto 2008 in occasione della festa nazionale del Liechtenstein trasmettendo unicamente via cavo con studio posizionato a Schaan. L'emittente è parte del gruppo austriaco Media Holding, che controlla anche U1 TV (editore del canale della Svizzera tedesca Schweiz 5).
Sin dalla sua fondazione l'emittente ha tentato di aderire all'Unione europea di radiodiffusione (UER), con l'obiettivo di far partecipare il Principato all'Eurovision Song Contest. Nell'ottobre 2008 tuttavia l'UER ha determinato i costi per l'adesione dell'emittente e quest'ultima ha poi affermato di non disporre di fondi sufficienti; nonostante ciò nel 2009 l'emittente annunciò di aver iniziato il processo per divenire membro effettivo dell'UER salvo poi doversi ritirare poiché non aveva ricevuto finanziamenti da parte del governo. L'emittente mostrò nuovamente interesse a partecipare al festival musicale europeo in occasione dell'edizione del 2019, per celebrare il 300º anniversario dalla nascita del Principato, ma i piani non furono portati a termine a causa della scomparsa del direttore Peter Kölbel, principale promotore dell'iniziativa. Nel 2022 la direttrice dell'emittente Sandra Woldt ha confermato che 1FLTV ha rinunciato a diventare membro dell'UER, volendosi concentrare sulla propria attività nel paese.
A partire dal 2021 è disponibile su Zattoo e dal 2022 anche su Salt.TV.

## Loghi

2008-2012
dal 2012